# Zentrum für Älterenmedizin Laupheim
Das Zentrum für Älterenmedizin, zuvor Sana Klinik Laupheim, war ein Krankenhaus, das aus einer akut-stationären internistischen Hauptabteilung sowie einer Klinik für geriatrische Rehabilitation mit Akutgeriatrie bestand. Träger des Zentrums war die Sana Kliniken Landkreis Biberach GmbH. Da das geplante Konzept für das Zentrum für Älterenmedizin nicht erfolgreich umgesetzt werden konnte, wurde das Zentrum zum 24. Dezember 2022 geschlossen.

## Geschichte
Siehe Sana Klinik Laupheim.

## Gesundheitszentrum Laupheim
Mit der Inbetriebnahme des Klinikneubaus am Hauderboschen wurde planmäßig ein gestuftes Versorgungskonzept für den Landkreis Biberach mit Biberach als Zentralversorger umgesetzt. Ziel des neuen medizinischen Konzeptes war die Förderung des öffentlichen Gesundheitswesens sowie die Sicherstellung der bedarfsgerechten medizinischen Versorgung der Bevölkerung in Laupheim und Umgebung mit dem Schwerpunkt Älterenmedizin.
Für Laupheim sah dieses Konzept den Bau eines Gesundheitszentrums mit Ärztehaus vor. Das Konzept beinhaltete unter anderem einen klinischen Bereich in Form der Zentrum für Älterenmedizin im Landkreis Biberach GmbH (ZÄLB). Am 25. Juni 2020 konnte die Gründung der ZÄLB mit der notariellen Beurkundung formal vollzogen werden. Gesellschafter waren der Landkreis Biberach, die Stadt Laupheim und die Sana Kliniken Landkreis Biberach GmbH, die 74,9 Prozent der Anteile hielt.
Da die entsprechenden krankenhausplanerischen Genehmigungen seitens des Ministeriums für Soziales und Integration Baden-Württemberg für die planmäßige Eröffnung im Oktober 2021 noch nicht vorlagen, fungiert zunächst nicht die Zentrum für Älterenmedizin im Landkreis Biberach GmbH (ZÄLB) als Träger der klinischen Säule im Bestandsgebäude der ehemaligen Laupheimer Klinik, sondern die Sana Kliniken Landkreis Biberach GmbH. Das Zentrum für Älterenmedizin bestand aus einer akut-stationären internistischen Hauptabteilung sowie der Klinik für Geriatrische Rehabilitation mit Akutgeriatrie.
Ergänzt werden sollte das Angebot mit Pflegeheimplätzen, Einheiten für Betreutes Wohnen und Kurzzeitpflegeplätze der St. Elisabeth-Stiftung. Anfang März 2020 erforderte der kurzfristige Rückzug der St. Elisabeth-Stiftung aus dem Projekt eine Neubewertung auf Gesellschafterseite. In der Folgezeit wurden möglichen Investoren gesucht, um das geplante Wohnparkkonzept mit integriertem Pflegeheim auch nach der Inbetriebnahme des neuen Zentrums für Älterenmedizin realisieren zu können.
Im Oktober 2022 informierte der Regionalgeschäftsführer der Sana Kliniken AG Andreas Ruland darüber, dass das Zentrum zum Jahresende 2022 geschlossen wird. Grund für die Schließung ist die Tatsache, dass das geplante Konzept für das Zentrum nicht erfolgreich umgesetzt werden konnte, da Partner abgesprungen sind und weniger Patienten als erwartet das Angebot wahrgenommen haben. So konnten von ursprünglich 80 geplanten Betten nur 56 in Betrieb genommen werden, davon waren im Schnitt nur 36 belegt.